# Смъртожадни
Смъртожадните са измислени герои от литературната и филмова поредица за Хари Потър. Те са група от магьосници, предвождани от Черния лорд – Волдемор, чиято цел е да „пречисти“ магьосническия свят от мътнородите (магьосници, отгледани от хора, които не притежават магия) и нечистокръвните (което се получава при връзката на мъгъл и магьосник). Те също се опитват да наложат нов ред чрез Министерството на магията, в който да се разпространяват страхът и терорът.
Смъртожадните се разпознават помежду си благодарение на Черния знак на лявата ръка, който представлява знак, създаден от Волдемор, за да събере поддръжниците си, когато пожелае и обратно. Типичното им облекло включва черна мантия с качулка и маска. За първи път се появяват в Хари Потър и Огненият бокал, въпреки че отделни индивиди от тях са се появявали и по-рано, като Луциус Малфой, Питър Петигрю и други.

## Сюжет
Внимание:  Текстът по-долу разкрива сюжета на произведението (или части от него)!
Смъртожадните са магьосници, предвождани от Черния лорд – Волдемор. Някои, като Белатрикс Лестранж, са пример за смъртожадни, към които Волдемор е особено близък. Смъртожадните имат Черния знак на лявата си ръка, с помощта на който Волдемор ги призовава. Когато Волдемор не успява да убие Хари Потър, той загубва всичките си сили и, когато се връща, е разстроен, че никой от тях не се е опитал да го намери.

## Смъртожадни
- Семейство Лестранж – изпратени в Азкабан, откъдето избягват при щурмуването на затвора. Отговорни са за стотици мъчения и убийства (изпратени са в магическия затвор, главно заради подлудяването на аврорите Франк и Алис Лонгботъм). Белатрикс Лестранж е сестра на Нарциса Малфлой и братовчедка на Сириус Блек и Нимфадора Тонкс.
- Семейство Малфой – убийци и мъчители, предоставили своето имение за квартира на Волдемор. Чистокръвни и много богати. Луциус Малфлой вкарва дневника хоркрукс в Хогуортс.
- Опаш (Питър Петигрю) – семеен приятел на семейство Потър, предал ги на Волдемор, помага на Черния лорд, да се възроди, зоомаг е, има и метална ръка.
- Фенрир Грейбек – върколак, спезиализира в хапането на деца, предвожда другите върколаци.
- Амик и Алекто Кароу – смъртожадни, присъстват на убийството на Дъмбълдор, работят в Хогуортс като учители по времето на Снейп като директор и бият и измъчват неподчиняващите се ученици.
- Барти Крауч-младши – осъден от баща си, заради мъчението над аврорите Лонгботъм, пленява Лудоокия Муди и приема образа му, поставя името на Хари Потър в Огнения бокал.
- Антонин Долохов – Помага на Черния Лорд, Ейвъри, Рукууд, Роул, Краб, Гойл, Нот, Йаксли, Милсибър, Макнеър, Розие, Селуин, Травърс, Дорфин Роул и др.

## Набедени смъртожадни
- Сириус Блек – набеден от Опаш, че е предал семейство Потър на Волдемор, преследван и пратен в Азкабан, откъдето 12 години по-късно избягва. Убит от братовчедка си Белатрикс Лестранж в Министерството на магията.
- Людовик „Людо“ Багман – набеден, че е предавал сведения на поддръжниците на Волдемор. Оправдан от Барти Крауч (баща).
- Сивиръс Снейп – работи като двоен агент, на страната на Албус Дъмбълдор; Тайно защитава  Хари Потър.

## Жертви на смъртожадни
- Лили и Джеймс Потър (убити от Черния Лорд)
- Сириус Блек (убит от братовчедка си Белатрикс Лестрандж)
- Сивиръс Снейп (убит от самия Черен Лорд)
- Аластор Муди (Лудоокия Муди)
- Хедуиг (совата на Хари)
- Фред Уизли (убит от Антонин Долохов)
- Албус Дъмбълдор (директор на Хогуортс убит от Сивиръс Снейп)
- Барти Крауч (бащата на Барти Крауч-младши)
- Игор Каркаров
- Бърта Джоркинс
- Чарити Бъбридж
- Морфин Гонт
- Хоуки (домашно духче)
- Доби (домашно духче, убито от Белатрикс Лестрандж)
- Руфъс Скримджър
- Франк и Алис Лонгботъм (измъчвани от Белатрикс Лестрандж)
- Ремус Лупин (убит от Антонин Долохов)
- Нимфадора Тонкс – Лупин (убита от братовчедка си Белатрикс Лестрандж)
- Дърк Кресуел
- Гриндълоуд (убит от самия Черен Лорд)
- Седрик Дигъри (ученик от Хогуортс убит от Опаш тоест Питър Петигрю)
- Франк Брайс (мъгъл) (убит от Волдемор)
- Колин Крийви
- Лавендър Браун (убита от Фенрир Грейбек)
- Майката на Хана Абът

И още много невинни магьосници и мъгъли, изпречили се на пътя на Волдемор.